# 160 км (зупинний пункт, Придніпровська залізниця, Кам'янське)
Платформа 160 км — пасажирський залізничний зупинний пункт Дніпровської дирекції Придніпровської залізниці на електрифікованій лінії Запоріжжя-Кам'янське — Нижньодніпровськ-Вузол між станцією Запоріжжя-Кам'янське (4 км) та зупинним пунктом Платформа 164 км (4 км). Розташований у східному передмісті Кам'янського Дніпропетровської області.

## Пасажирське сполучення
На платформі 160 км зупиняються приміські електропоїзди сполучення:
- Дніпро — Кам'янське-Пасажирське;
- Дніпро — Верхівцеве;
- Дніпро — П'ятихатки / П'ятихатки-Стикова;
- Дніпро — Кривий Ріг[2].